# Mine de Ray
La mine de Ray  est une mine à ciel ouvert de cuivre située en Arizona aux États-Unis. Sa production a débuté en 1952.